# Reinhold Begas

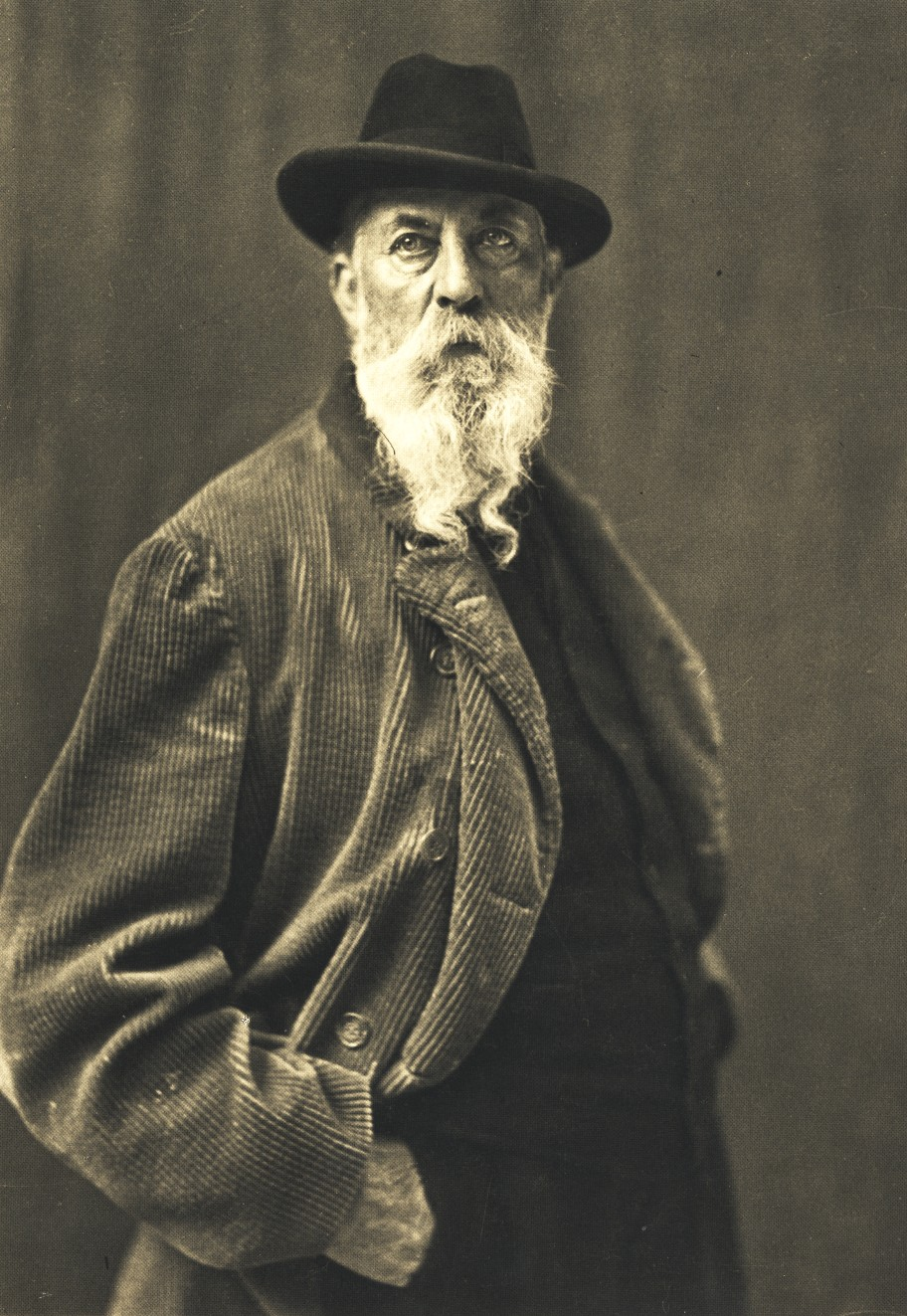
Reinhold Begas

Reinhold Begas (Schöneberg, 15 juli 1831 - aldaar, 3 augustus 1911) was een beeldhouwer en schilder. Hij wordt gezien als de hoofdvertegenwoordiger van de neobarokke Berlijnse beeldhouwersschool. 

## Leven en werk
Reinhold Begas werd opgeleid tot beeldhouwer in Berlijn. Hij bezocht daar de Berliner Akademie tussen 1846 en 1851. Hierna produceerde hij zijn eerste werken. In 1861 vertrok hij naar Weimar en in 1869 en in 1870 werkte hij in Rome en Parijs. Hierna werkte hij voornamelijk in Berlijn, slechts onderbroken door korte werkzaamheden in Rome. 
In Berlijn maakte hij allerlei neobarokke beeldhouwwerken die later zo karakteristiek zouden worden voor het Berlijn in de tijd van keizer Wilhelm II. Zijn bekendste werken zijn het afgebroken Kaiser-Wilhelm-Nationaldenkmal uit 1897, de inmiddels gesloopte Siegesallee uit 1895-1901, een laan in de Großer Tiergarten waaraan beide zijden beelden stonden van heersers uit het geslacht Hohenzollern en het Bismarck-Nationaldenkmal.

## Galerij

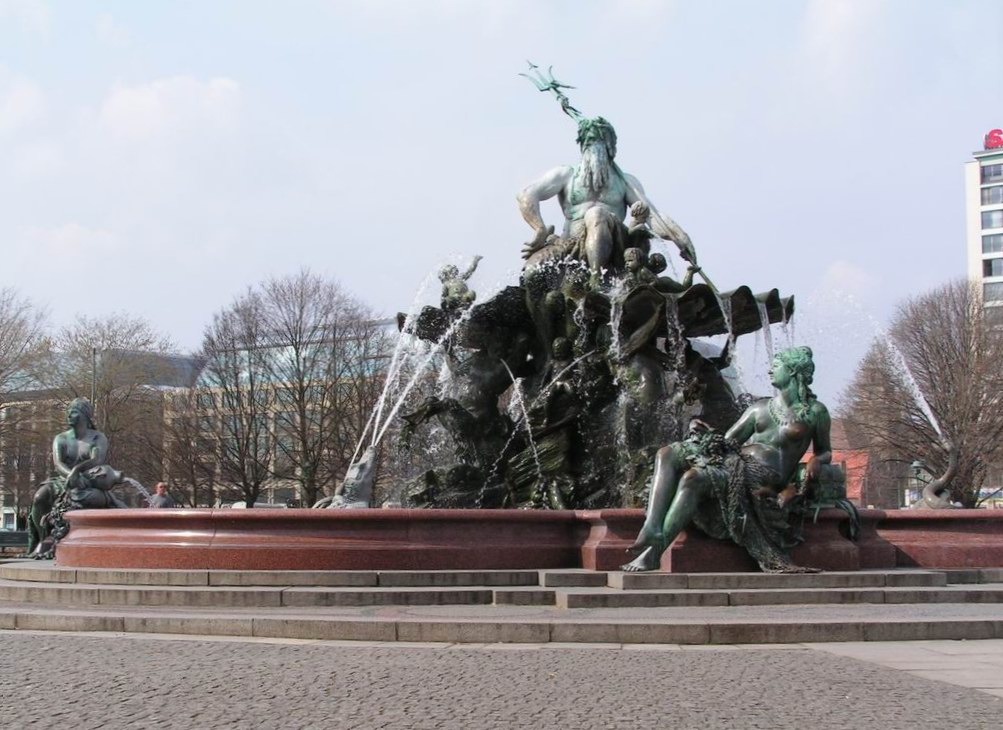
Neptunbrunnen in Berlijn
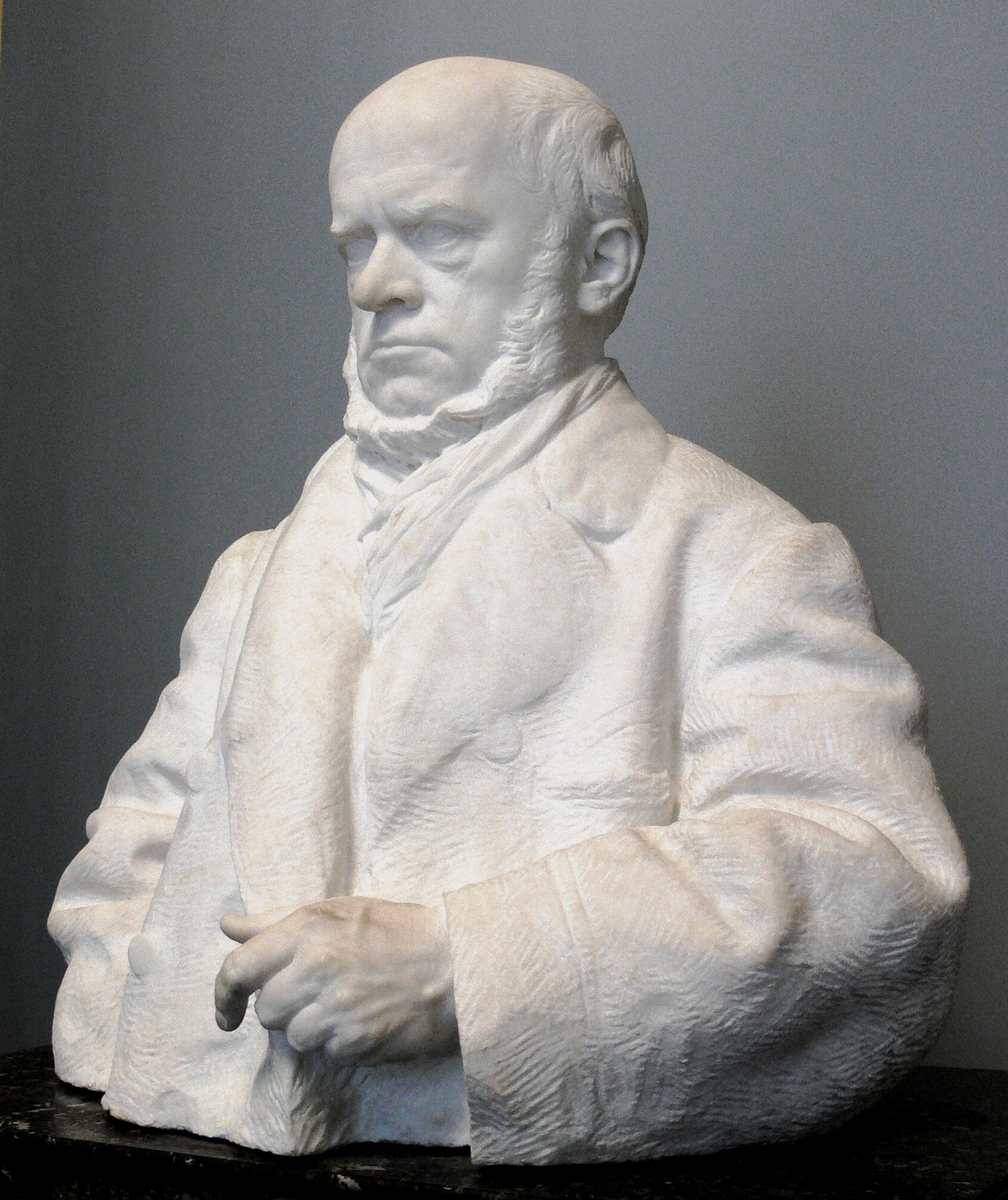
Buste van Adolph von Menzel, rond 1875/76
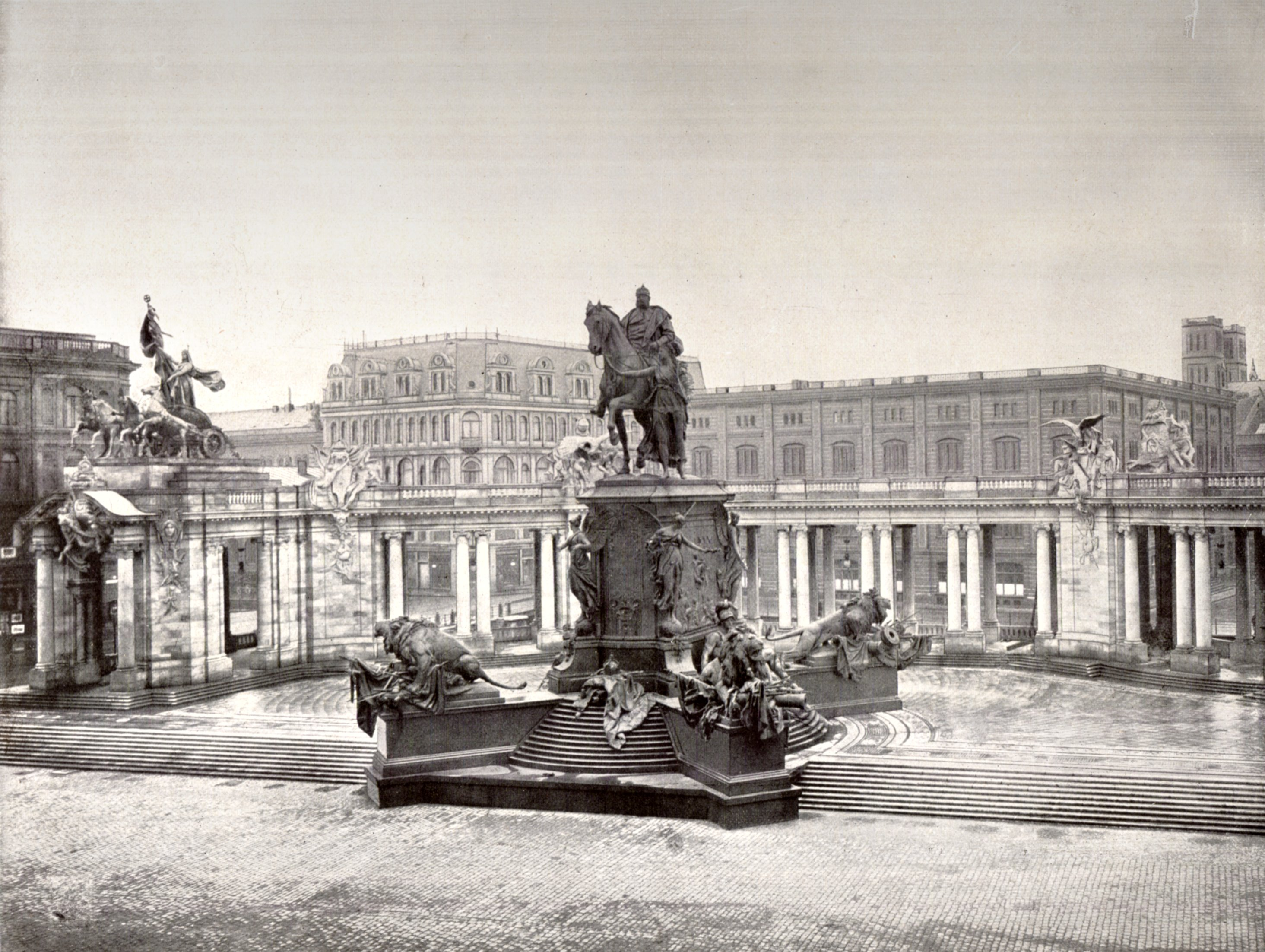
Kaiser-Wilhelm-Nationaldenkmal (gesloopt door de SED)
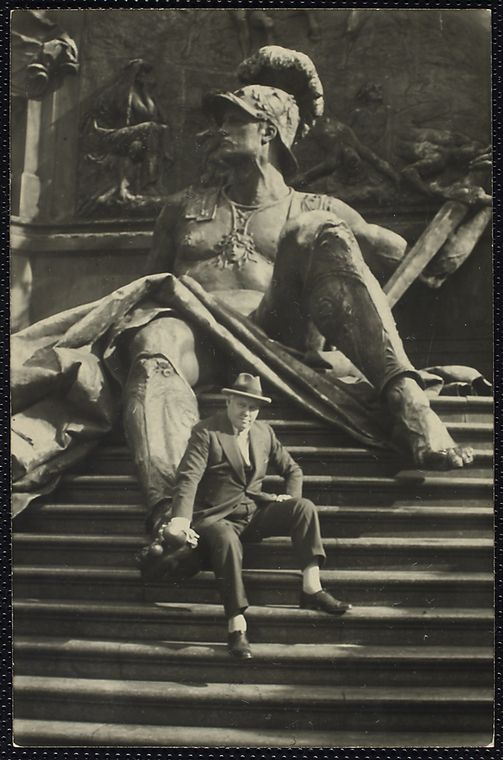
Carl Van Vechten voor de figuur van Mars op het Kaiser-Wilhelm-Nationaldenkmal
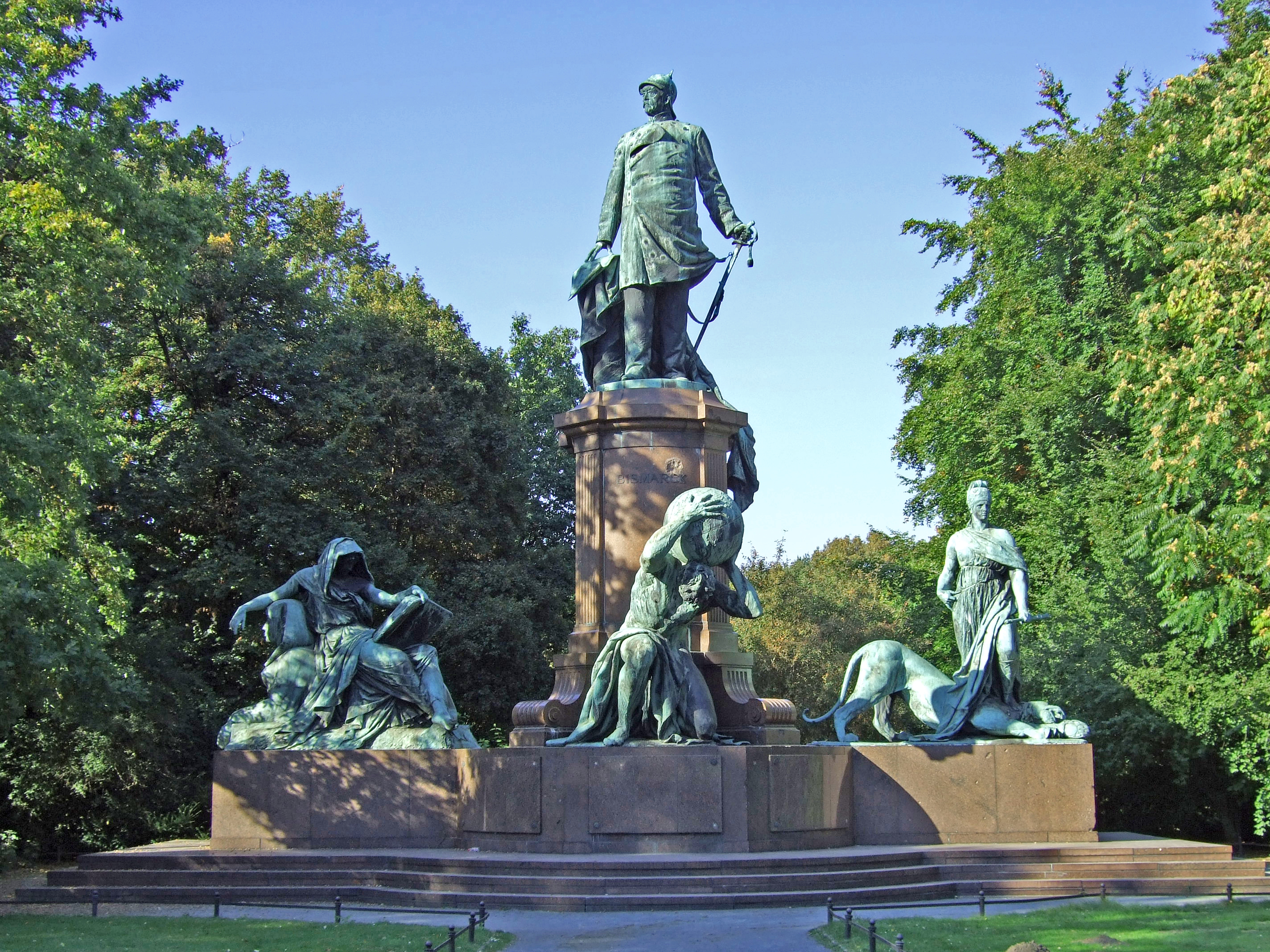
Bismarck-Nationaldenkmal
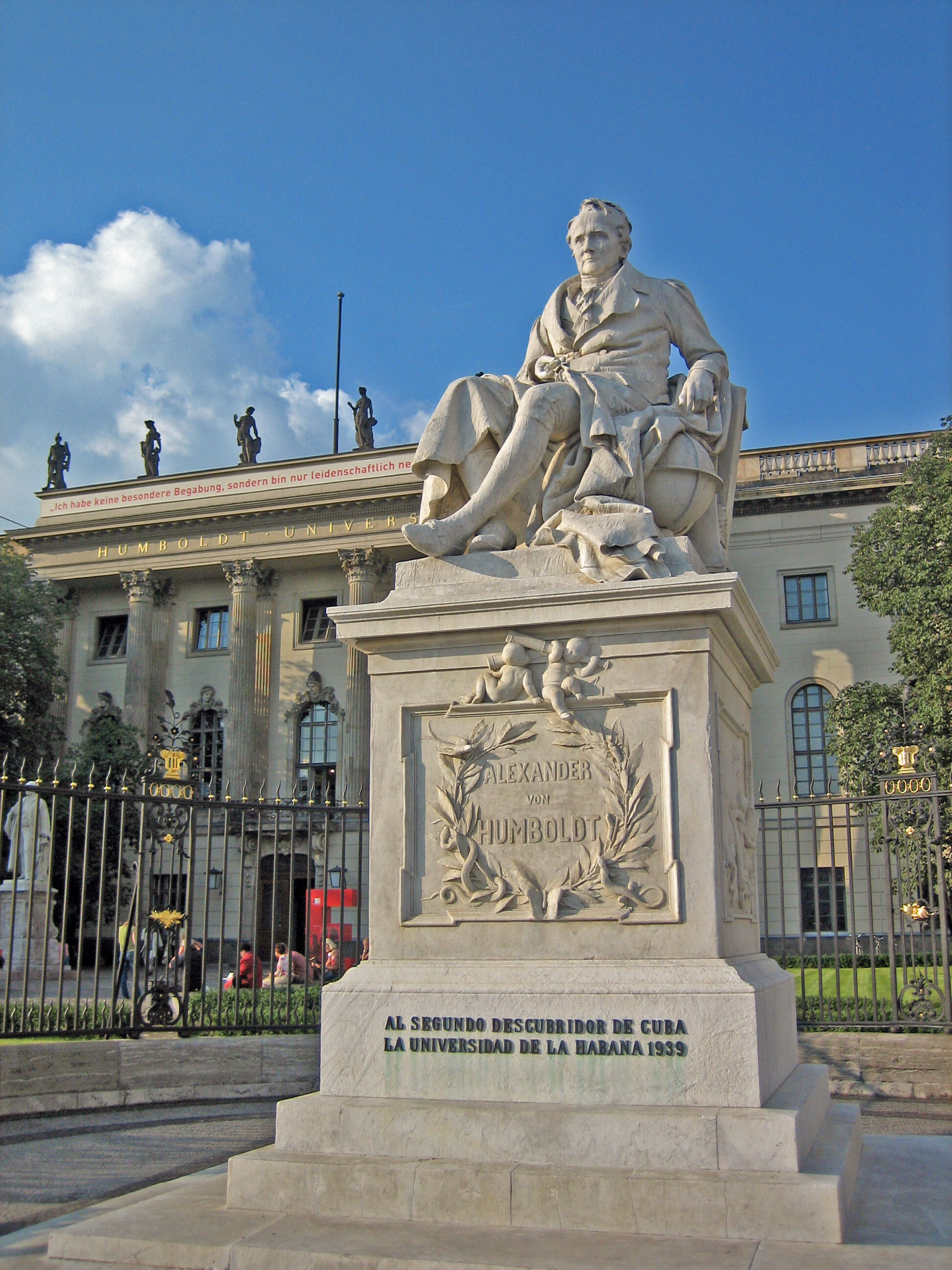
Monument van Alexander von Humboldt
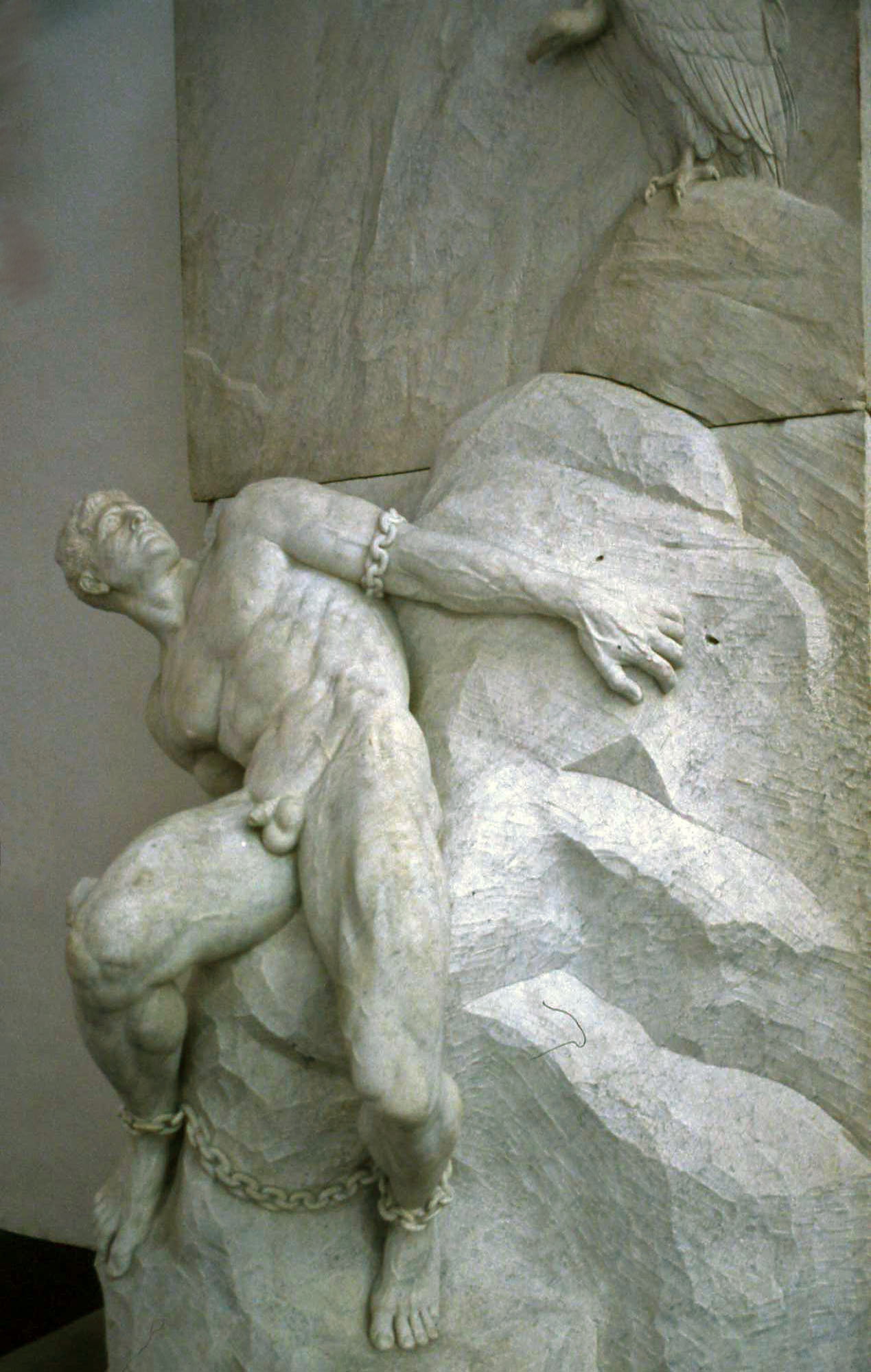
Prometheus
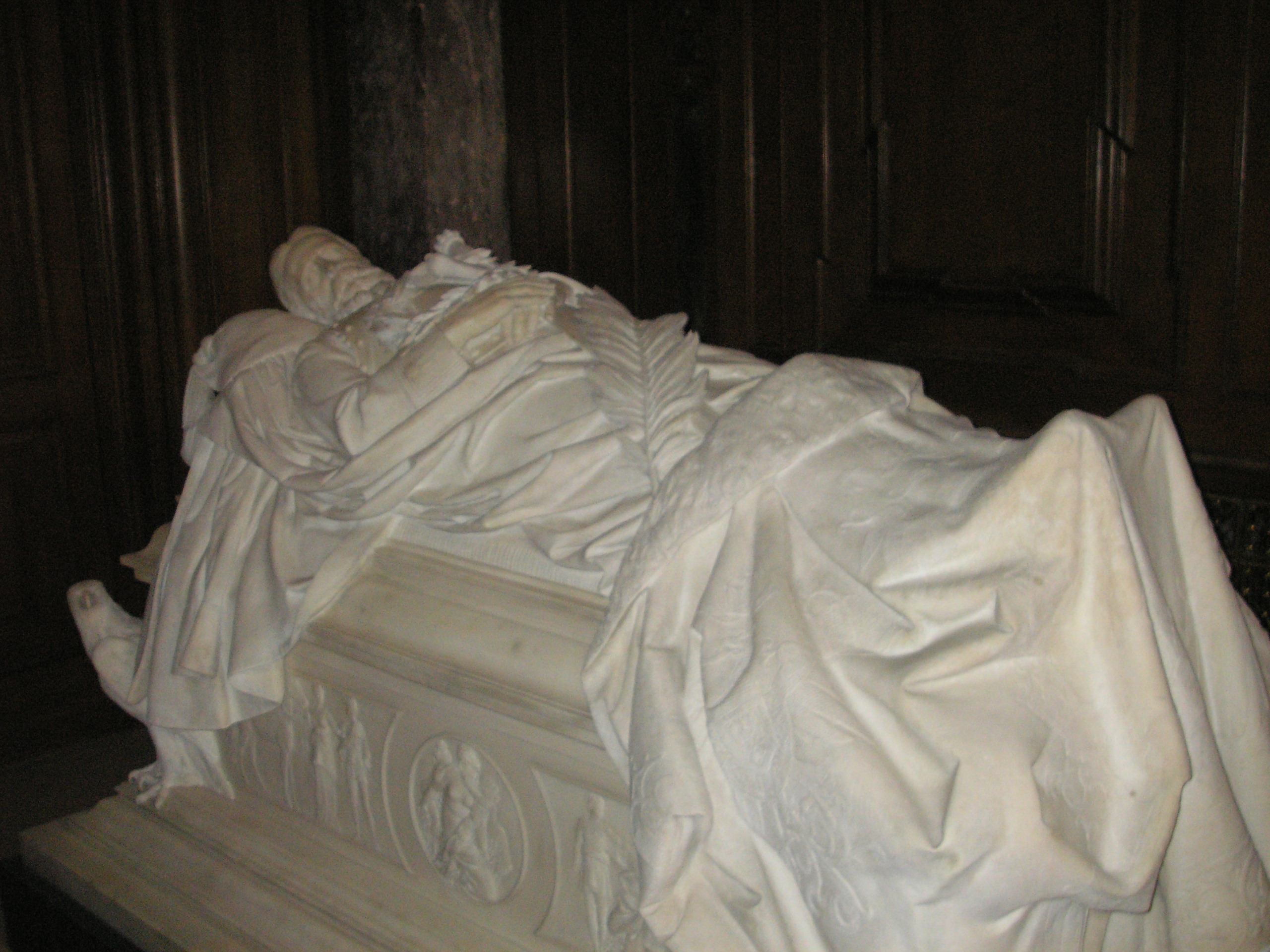
Cenotaaf van keizer Frederik III in de Berliner Dom.

- Bibsys: 90187898
- Bibliothèque nationale de France: cb14969295r (data)
- Gemeinsame Normdatei: 119469081
- International Standard Name Identifier: 0000 0000 6664 2584
- Library of Congress Control Number: nr99030071
- Nationale Bibliotheek van Letland: 000194967
- Nationale Bibliotheek van Tsjechië: pna2014807604
- Nationale Bibliotheek van Israël: 987007421875905171
- Nederlandse Thesaurus van Auteursnamen: 115385630
- RKD-Nederlands Instituut voor Kunstgeschiedenis: 5944
- Système universitaire de documentation: 08101340X
- Union List of Artist Names: 500117253
- Virtual International Authority File: 76587940
- WorldCat: E39PBJqvRFp8QCT4cHkbBR48YP